# 俊野達彦
俊野 達彦（としの たつひこ、1988年1月18日 - ）は、日本の元プロバスケットボール選手。愛媛県松山市出身。ポジションはシューティングガード。弟はプロバスケ選手の俊野佳彦。

## 来歴
小3でバスケを始め、雄新中を経て、新田高校ではインターハイには2,3年生時の2年連続、全国高等学校バスケットボール選抜優勝大会には3年連続で出場。2年生時からは国民体育大会愛媛県選抜チームに選出。
2010年3月に大阪商業大を卒業した後は埼玉県の米菓メーカーに就職、営業をしていたが、半年後にクラブチームの草加クラブでバスケを再開。2011年1月にbjリーグ合同トライアウトを受験後、9月に退職して千葉ジェッツ傘下の千葉エクスドリームスに所属。
2012年6月、bjリーグ最終トライアウトに合格後、ドラフト会議の2巡目で新規参入チームの群馬クレインサンダーズより指名を受けて入団。2シーズン所属したのち、2014年6月に信州ブレイブウォリアーズに移籍。
2015-16シーズンは、なかなかチームも決まらず「この1年やってダメだったら引退しよう」と思って臨んだ。2015年7月、大分・愛媛ヒートデビルズに移籍が決定。11月28日のバンビシャス奈良戦でbjリーグ日本人最多の41得点、翌日も16得点で連勝に貢献して週間MVPを初受賞。2015-16シーズン通して主力として試合出場し、前シーズンから大幅にスタッツを伸ばしたことが評価され、bjリーグのMIP賞を受賞した。捨て身でやっていたので、転機になる一年となった。Bリーグ初年度の2016-17シーズンからは大分・愛媛ヒートデビルズよりチーム名変更した愛媛オレンジバイキングスに引き続き所属。
2018年6月、秋田ノーザンハピネッツに移籍、日本人選手最年長であり、主将を任される。新入団会見では、「シーズンを通して、ミスが少ないプレーを意識したい。しんどい時こそ１つになれるような集団を作りたい」と意気込みを述べる。ペップ式練習法については、「短時間で運動量を出し、どれだけ濃い内容のプレーができるかが求められる。みんなが練習をハードにやれている。」とコメントした。ペップバスケにフィットせず、同年１１月、仙台89ERSに期限付き移籍をしたが、右後十字靭帯断裂の負傷をした。シーズン終了後、古巣の愛媛に移籍。
2021-22シーズン、B2アシスト数ランキングで1位となった。
2022年オフ、横浜エクセレンスに移籍。
2024年7月、パスラボ山形ワイヴァンズに移籍した。
2025年7月、現役引退を表明。

## 経歴
- 大阪商業大 - 草加クラブ - 千葉エクスドリームス - 群馬（2012年〜2014年） - 信州（2014年〜2015年） - 大分・愛媛（2015年〜2018年）- 秋田（2018年）- 仙台（2018年〜2019年） - 愛媛（2019年～2022年） - 横浜EX（2022年～2024年） - 山形（2024年～2025年）

## 記録
| シーズン | チーム     | GP | GS | MPG  | FG%  | 3P%  | FT%  | RPG | APG | SPG | BPG | TO  | PPG  |
| -------- | ---------- | -- | -- | ---- | ---- | ---- | ---- | --- | --- | --- | --- | --- | ---- |
| 2012-13  | 群馬       | 49 | 8  | 13.1 | .290 | .207 | .655 | 2.3 | 0.9 | 0.6 | 0.0 | 1.1 | 4.2  |
| 2013-14  | 群馬       | 31 | 6  | 7.2  | .286 | .235 | .731 | 0.9 | 0.4 | 0.4 | 0.0 | 0.5 | 2.4  |
| 2014-15  | 信州       | 50 | 10 | 11.5 | .389 | .224 | .481 | 2.4 | 0.9 | 0.6 | 0.1 | 0.8 | 3.1  |
| 2015-16  | 大分・愛媛 | 50 | 50 | 33.1 | .362 | .308 | .698 | 3.0 | 4.4 | 1.7 | 0.2 | 3.6 | 14.5 |
| 2016-17  | 愛媛       | 52 | 52 | 32.5 | .374 | .280 | .775 | 3.6 | 3.5 | 1.6 | 0.3 | 2.6 | 13.5 |
| 2017-18  | 愛媛       | 53 | 53 | 33.1 | .441 | .350 | .718 | 3.8 | 5.2 | 1.1 | 0.2 | 2.2 | 12.4 |
| 2018     | 秋田       | 10 | 1  | 9.6  | .220 | .100 | .000 | 0.6 | 1.1 | 0.2 | 0.0 | 0.8 | 1.3  |